# Reichsverband Deutscher Rundfunkteilnehmer

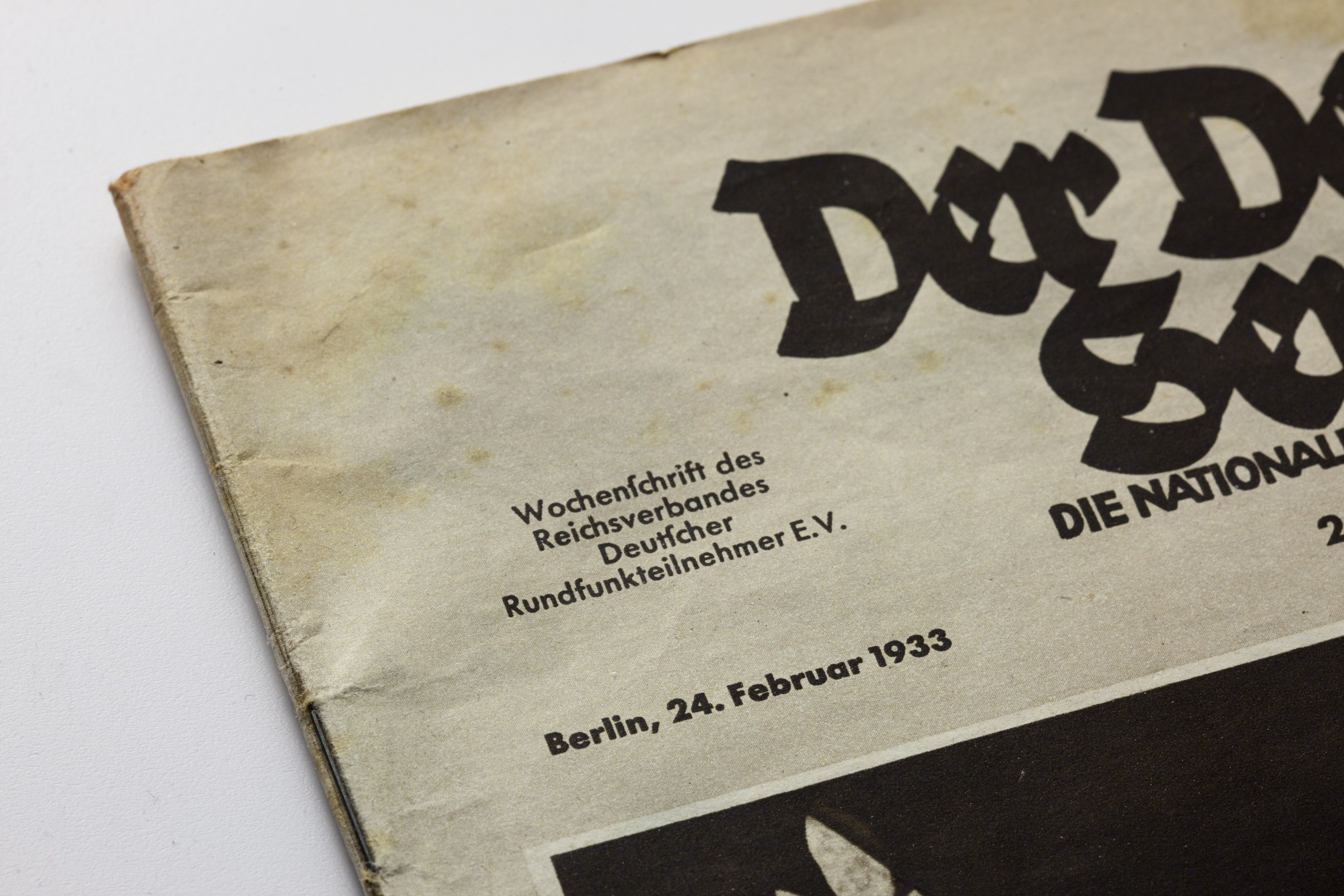
Vom Reichsverband Deutscher Rundfunkteilnehmer herausgegebene Radiozeitschrift

Der Reichsverband Deutscher Rundfunkteilnehmer  e. V.  (R. D. R.) war eine 1930 gegründete und 1936 aufgelöste Interessensvereinigung, die sich für einen nationalsozialistisch geprägten Rundfunk in Deutschland einsetzte. Ihr Verbandsorgan Der Deutsche Sender erschien von Januar 1930 bis Juli 1936 wöchentlich.

## Geschichte

### Demokratische Anfangsstruktur
Der Verband entstand aus dem Umfeld des deutschnationalen Medienunternehmers Alfred Hugenberg. Das Register des Amtsgerichts Berlin-Charlottenburg weist unter der Nummer 6270 den 12. August 1930 als offiziellen Gründungstag des „Reichsverbandes Deutscher Rundfunkteilnehmer“ mit den Vorstandsmitgliedern Alfred Walther Kames, Goetz Otto Stoffregen und Hans Fritzsche aus. Anfangs war die Zielsetzung des Verbands moderat: Man wollte den Interessensorganisationen der Mitte-links denkenden Hörer ein rechts gerichtetes, deutsch-nationales Gewicht entgegensetzen. Die Aufsichtsbehörde für die deutschen Radiosender, die Reichs-Rundfunk-Gesellschaft, betrachtete dies als legitimen Versuch der Gebührenzahler, moderaten Einfluss auf die Programmgestaltung zu nehmen.
Die Nationalsozialisten spielten anfangs nur eine untergeordnete Rolle in dem Verband. Unter den neun Vorstandsmitgliedern des R. D. R. Anfang 1931 war nur ein NSDAP-Vertreter, Horst Dreßler-Andreß, quasi ohne Einfluss. Um mehr Gewicht zu bekommen, gründete die NSDAP im Frühherbst 1931 eine „Verbandsgruppe Nationalsozialisten“ mit dem Ziel, dass von hier „ein einheitlich gefaßter und disziplinierter Wille zur Eroberung des Reichsverbandes für eine nationale revolutionäre Rundfunkpolitik“ einsetzte, also eine Unterwanderung des weitgehend demokratisch besetzten R. D. R. Am 1. November 1931 veröffentlichte die Verbandsgruppe die erste Ausgabe ihres Monatshefts Deutsch der Rundfunk (Devise: „Brecht den roten Rundfunkterror!“). Während die „Verbandsgruppe Nationalsozialisten“ innerhalb des Reichsverbands tätig wurde, kümmerten sich von der NSDAP ausgesuchte, besonders rundfunkaffine und technisch versierte Parteimitglieder um die Basisarbeit vor Ort. Diese „Funkwarte“ trugen insbesondere Informationen aus den einzelnen Sendeanstalten zusammen, die bei der Vorbereitung der General-Mitgliederversammlung am 19. Dezember 1931 zentral wichtig waren.

### Generalversammlung 1931 mit Eklat
Die „Verbandsgruppe Nationalsozialisten“ berief eine Generalversammlung ein, nachdem sie die Mehrheit der Mitglieder auf ihrer Seite sah. Bereits kurz nach Beginn am 19. Dezember um 15 Uhr im „Hotel Prinz Albrecht“ kam es wegen eines Geschäftsordnungsthemas zum Eklat. „Während der Unterbrechung der Sitzung verhandelten die Nationalsozialisten mit den Vertretern des Stahlhelms und der Deutschnationalen. [Sie] forderten die Umorganisation und Neubesetzung des Vorstands“, schrieb NSDAP-Parteimitglied Heinz von Fehrentheil 1934 in „Rundfunk im Aufbruch“. „Nach Wiedereröffnung der Sitzung verkündete der Leiter der Verbandsgruppe Nationalsozialisten, Pg. Eugen Hadamovsky, daß es gelungen sei, die Voraussetzungen zu schaffen, den Reichsverband Deutscher Rundfunkteilnehmer zur rundfunkpolitischen Kampforganisation der nationalen Opposition unter aktiver Führung zu machen.“ Die Generalversammlung endete mit dem Ergebnis, dass alle moderaten Kräfte aus dem Vorstand des R. D. R. herausgewählt worden waren, die NSDAP den neuen Vorsitzenden sowie die beiden geschäftsführenden Vorstandsmitglieder stellte; ansonsten waren im Vorstand nur noch zwei Mitglieder des Stahlhelm und ein Mitglied der Deutschnationalen Volkspartei.
Am 19. März 1932 ersetzte der Vorstand in einer weiteren Hauptversammlung die drei Nicht-NSDAP-Mitglieder durch Parteigenossen und gab sich eine neue Satzung, „die den Führergedanken in sich trug“. Das Verbandsorgan Der Deutsche Sender meldete im März 1932 knapp 100.000 Mitglieder – eine Steigerung um das Doppelte „innerhalb kürzester Zeit“. Der R. D. R. feierte einen ersten großen Erfolg: Am 14. Juni 1932 sprach erstmals ein Nationalsozialist im deutschen Radio. „Bald hatten wir weiteren führenden Parteigenossen das Mikrophon freigekämpft“.

### Goebbels als Verbandsvorsitzender
Den Gipfel seiner Bedeutung erreichte der R. D. R. mit der Generalversammlung am 10. Oktober 1932, wieder im „Hotel Prinz Albrecht“: Joseph Goebbels, der Propagandachef der NSDAP, übernahm höchstpersönlich den Vorsitz. Goebbels bissiger Schreibstil hatte die Kommentarspalten der Verbandszeitschrift Der Deutsche Sender auch vorher schon geprägt. Er selbst gab sich nur selten als Autor zu erkennen. Am 2. November 1932, drei Monate vor Adolf Hitlers „Machtergreifung“, löste Goebbels die Lobbygruppe innerhalb des R. D. R., die „Verbandsgruppe der Nationalsozialisten“, auf und kündigte in der R. D. R.-Hauszeitschrift an, was er wenige Monate später in die Tat umsetzte: „Die nationalsozialistische Idee […] soll den deutschen Menschen ganz und gar durchdringen und erfassen. Dazu ist uns heute der Rundfunk eine wichtigste Waffe, weil er unsere Volksgenossen von früh bis spät […] begleitet und führt.“ Wenn das Ziel erreicht sei, „werden wir mit dieser revolutionären Waffe der neuen Zeit der Welt beweisen, was deutscher Geist und deutscher Wille vermag.“ Um sich auch handwerklich auf die Übernahme des Radios im Falle eines Wahlsieges Hitlers vorzubereiten, richtete der Reichsverband einen „Künstlerdienst“ ein, eine Ausbildungsstätte für NSDAP-treue Journalisten und Schauspieler. Die Teilnehmer lernten die „funkisch wirksame Bearbeitung ihrer Vortragsthemen“, sie sollten einen „Klangsinn“ und „das Sprachgefühl für unsere Muttersprache“ erlernen. In der Ausbildung wurden „Sprechchöre, Hörfolgen und Sendespiele“ geprobt. Der Künstlerdienst des R. D. R. sprach zudem Musiker und Schriftsteller „deutschen Geistes und Blutes“ an, sich am zukünftigen Rundfunk zu beteiligen.

### Propagandathemen und Machtergreifung
Die Propaganda des R. D. R. drehte sich in den Monaten bis zur „Machtergreifung“ zentral um drei populistische Themen: Die Rundfunklandschaft sei „jüdisch-marxistisch“ durchtränkt, in den Sendern arbeiteten vorwiegend Juden. Zweitens verdienten Rundfunkfunktionäre viel zu viel Geld und veruntreuten somit die Rundfunkgebühren. Und drittens verübten Marxisten Bombenanschläge auf Rundfunkanstalten und bauten Störsender auf. Dieses Gerücht versuchte der Verband mit der These zu untermauern, die Linke sehe, wie die Rechte den deutschen Rundfunk allmählich übernehme und übe sich jetzt im verzweifelten, gewalttätigen Widerstand. Für die NSDAP war dies ein Vehikel, um eine „wirksame Reichsfunkhilfe“ mit „funkpolizeilichen Überfallkommandos“ und „Schutzstaffeln aus dem Personal der Sendehäuser“ ins Leben zu rufen, also einen „Reichsfunkschutz“.
Die intensive Auseinandersetzung mit dem Rundfunk und als Ziel dessen Instrumentalisierung für das eigene Gedankengut gehörte für die Nationalsozialisten zum Konzept einer modernen Wahlkampf- und später Staatspropagandastrategie. „Wir wollen das Wort des Führers bis in den letzten Winkel der deutschen Erde tragen und den Rundfunk in jedes Haus bringen“, schrieb Goebbels 1933 in der Verbandszeitschrift. Bei der „Machtergreifung“ Hitlers Anfang 1933 trugen die in weiten Kreisen erfolgreiche Stimmungsmache und die Fachkompetenz des R. D. R. Früchte: Bereits am selben Abend, dem 30. Januar 1933 hörten die Menschen eine Reportage über den Fackelzug. Die komplette Umstrukturierung des Rundfunks zog sich anschließend nicht lange hin, sondern ging innerhalb weniger Wochen vonstatten.
1936 war der Rundfunk in Deutschland längst gleichgeschaltet, der Auftrag des Reichsverbands Deutscher Rundfunkteilnehmer e. V.  hatte sich erledigt, und der Verband löste sich auf. Das Verbandsorgan Der Deutsche Sender ging in die Zeitschrift der Reichsrundfunkkammer NS-Funk über.